# Hipismo nos Jogos Pan-Americanos de 2019 - Saltos por equipes
A competição de saltos por equipes foi um dos eventos do hipismo nos Jogos Pan-Americanos de 2019. Foi disputada de 6 a 7 de agosto no Clube Equestre Militar La Molina, em Lima.

## Calendário
Horário local (UTC-4).
| Data        | Horário | Fase         |
| ----------- | ------- | ------------ |
| 6 de agosto | 11:00   | Qualificação |
| 7 de agosto | 10:00   | 1º Rodada    |
| 7 de agosto | 14:00   | 2º Rodada    |

## Medalhistas
|  | BRA Brasil |  | MEX México |  | USA Estados Unidos |
|  | Marlon Zanotelli (Sirene de la Motte) Eduardo Menezes (H5 Chaganus) Rodrigo Lambre (Chacciama) Pedro Veniss (Quabri de L'Isle) |  | Enrique Delgado (Chacna) Eugenio Garza (Armani SL Z) Lorenza O'Farril (Queens Darling) Patricio Pasquel (Babel) |  | Alex Granato (Carlchen W) Lucy Deslauriers (Hester) Eve Jobs (Venue D'Fees D Hazalles) Elizabeth Madden (Breitling LS) |

## Resultados
| Pos.              | Nacionalidade            | Ginete                                                                      | Cavalo                                                             | Qualificação            | Qualificação | Qualificação | 1º Rodada    | 1º Rodada   | 1º Rodada | 2º Rodada     | 2º Rodada   | 2º Rodada | Pen. Total |
| Pos.              | Nacionalidade            | Ginete                                                                      | Cavalo                                                             | Pen. Ind.               | Pen. Equipe  | Pos.         | Pen. Ind.    | Pen. Equipe | Pos.      | Pen. Ind.     | Pen. Equipe | Pos.      | Pen. Total |
| ----------------- | ------------------------ | --------------------------------------------------------------------------- | ------------------------------------------------------------------ | ----------------------- | ------------ | ------------ | ------------ | ----------- | --------- | ------------- | ----------- | --------- | ---------- |
| Medalha de ouro   | BRA Brasil               | Marlon Zanotelli Eduardo Menezes Rodrigo Lambre Pedro Veniss                | Sirene de la Motte H5 Chaganus Chacciama Quabri de L'Isle          | #1.60 1.07 1.26 1.06    | 3.39         | 2            | 0 #8 4 0     | 4           | 1         | 4 #8 0 1      | 5           | 1         | 12.39      |
| Medalha de prata  | MEX México               | Enrique Delgado Eugenio Garza Lorenza O'Farril Patricio Pasquel             | Chacna Armani SL Z Queens Darling Babel                            | 2.08 #5.50 4.60 0.29    | 6.97         | 4            | 0 4 0 #8     | 4           | 1         | 12 0 #16 0    | 12          | 3         | 22.97      |
| Medalha de bronze | USA Estados Unidos       | Alex Granato Lucy Deslauriers Eve Jobs Elizabeth Madden                     | Carlchen W Hester Venue D'Fees D Hazalles Breitling LS             | 0.97 #1.32 1.17 0       | 2.09         | 1            | #16 8 0 0    | 8           | 3         | 5 0 #8 8      | 13          | 4         | 23.09      |
| 4                 | CAN Canadá               | Lisa Carlsen Erynn Ballard Nicole Walker Mario Deslauriers                  | Parette Fellini S Falco Van Spieveld Amsterdam 27                  | #43.24 3.26 1.38 1.57   | 6.21         | 3            | 8 0 8 #16    | 16          | 4         | #8 0 4        | 8           | 2         | 30.21      |
| 5                 | ARG Argentina            | Martín Dopazo Carlos Cremona José Larocca Matías Albarracín                 | Call Again Cevin Quicksilver VA Finn Lente Cannavaro 9             | 5.39 10.08 2.72 #10.87  | 18.19        | 6            | #21 13 4 13  | 30          | 7         | #9 9 4 1      | 14          | 5         | 62.19      |
| 6                 | COL Colômbia             | Rodrigo Kraus Fernando Cárdenas Juan Manuel Gallego                         | Alonso D Ete Quincy Car Fee des Sequoias Z                         | 9.99 6.48 2.91          | 19.38        | 7            | 8 12 8       | 28          | 6         | 13 8 5        | 26          | 6         | 73.38      |
| 7                 | VEN Venezuela            | Ángel Karolyi Juan Ortiz Gustavo Arroyo Alejandro Karolyi                   | April Moon Rissoa Dág Bois Margot G&C Virko Minotais Lincourt Gino | 3.56 #11.10 7.37 5.73   | 16.66        | 5            | 8 #13 9 4    | 21          | 5         | 12 #28 21 12  | 45          | 7         | 82.66      |
| 8                 | URU Uruguai              | Juan Luzardo Marcelo Chirico Raúl Guarino Martin Vanni                      | Stan QH Baloudarc LF Dandy L V Chevet Liborious                    | 9.25 15.68 #15.98 15.47 | 40.40        | 10           | 16 20 16 #22 | 52          | 8         | 13 #25 12 #22 | 47          | 9         | 139.40     |
| 9                 | DOM República Dominicana | María Gabriela Brugal María de la Torre Hector Florentino                   | Diablo VII Elexo Carnaval                                          | 11.07 23.24 5.72        | 40.03        | 9            | 12 35 9      | 56          | 9         | 10 26 9       | 45          | 7         | 141.03     |
|                   | CHI Chile                | Rodrigo Carrasco Ignacio Montesinos Bernardo Naveillán Nicolás Imschenetzky | Acapulco FZ Cornetboy Daisy Grand Moustier Valentino Massuere      | 15.26 5.33 7.90 #43.24  | 28.49        | 8            | #EL 0 4 EL   | 4           | EL        | —             | —           | —         | EL         |
|                   | GUA Guatemala            | Juan Pivaral Wylder Silva Juan Diego Saenz Juan Andrés Rodríguez            | Zippo CG D'Artagnan Ferdinand Magnolia Mystic Rose                 | #19.13 18.20 14.33 7.90 | 40.43        | 11           | #EL EL 24 4  | 28          | EL        | —             | —           | —         | EL         |
|                   | PER Peru                 | Julián Bertazzi Alonso Valdez Noe Ben Lamine                                | Crocky Van Overis Chichester 3 Dimodo                              | 21.24 43.24 20.51       | 84.99        | 12           | RT 16 31     | 47          | EL        | —             | —           | —         | EL         |